# 사회 신용
사회 신용(social credit)은 통섭적인 분배 철학으로 클리퍼드 휴 더글러스가 개발했다. 더글러스는 영국의 엔지니어로 사회 신용은 그가 1924년에 출판한 책의 제목이기도 하다. 이 책은 경제학, 정치학, 역사, 재정 그리고 물리학적인 내용에 걸쳐져 있다. 더글러스가 설계한 이 정책들은 정치, 경제적인 권력을 개인들에게 분산하도록 설계되었다. 더글러스는 다음과 같이 말했다. "모든 제도들은 사람을 위해 만들어졌다. 사람이 제도를 위해 만들어진 것이 아니다. 사람의 주된 관심사는 정치, 경제 또는 종교와 같은 제도 기반에서 자신을 발전시키는 것이다." 더글러스는 사회 신용론자는 개인의 "절대적인 경제적 안정" 기반하에 새로운 문명을 건설하는 것을 원한다고 말했다. 그는 또 다음과 같이 주장한다. "우리가 진정 머물기를 바라는 자리는 누군가의 유토피아에 들어가는 것이 아니라 우리가 우리 자신의 유토피아를 만드는 위치에 있는 것이다."
사회 신용론은 그가 1차세계대전 동안에 판보로우에서 재구성한 저작이다. 이 책에서 그는 한 주간에 생산된 상품의 총 비용은 그 주간에 지급된 급여나 배당의 합보다 크다는 것을 언급했다. 이것은 고전 리카르도 경제학의 총 비용은  동시에 여럿으로 분산된 총 구매력이라는 주장을 반박하는 것으로 보인다.   산업 경제의 상품과 서비스를 전달하는 방식과 금융이 공급되는 방식의 단절에서 오는 문제에 대해,  더글러스는 경제 체제 분석에 공학적인 접근 방식을 적용하였다.
더글러스는 백여개가 넘는 영국 대기업의 자료를 수집하였는데, 기업이 파산한 경우를 빼고는 거의 모든 경우에 급여나 배당으로 지급된 총액은 상품이나 서비스를 생산하는데 필요한 총비용보다 항상 적다는 것을 발견하였다.:  결론은 소비자는 자신들이 만든것을 구매할 만큼 충분한 수입을 얻을 수 없다. 그는 그의 견해와 그에 따른 결론을 잉글리시 리뷰에 기사로 내보냈다. 거기서 그는 제안하기를 "우리는 국가의 상품과 서비스를 전달하는데 기술적으로 불가능한 재정 제도 아래 살고 있다." 그는 나중에 이 견해를 A+B 이론으로 정식화하였다. 더글러스는 총 상품 가격과 총 노동 수입의 격차를 해소하기 위한 방안으로 소비자의 구매력을 보조하는 국민 배당이나 보상 가격을 제안했다.
더글러스에 따르면, 생산의 목적은 소비이고 생산은 소비자들이 자유롭게 표출한 욕구의 본질을 제공하기 위한 것이다. 이러한 목적을 달성하기 위해서, 그는 각각의 시민에게는 공공 자본으로 주어지는 간접적인 상속자산을 가지고 있다고 믿었고, 공공 자본은 국민배당이나 보상 가격을 제공해서 소비자 상품에 완전하게 접근할 수 있도록 한다고 생각했다. 더글러스는 소비자에게 충분한 구매력을 완전하게 공급함으로써, 소비자의 화폐가 선택하는 실행 데이터를 통해 생산정책을 확립할 수 있을 것이라고 생각했다. 이 견해는 경제민주주의 관점에서 산업의 노동자 지배를 의미하는 것이 아니라, 신용의 민주적 관리를 의미한다. 산업자본, 정부 그리고 은행으로부터 생산정책에 대한 관여를 들어내면, 사회 신용은 책임감 있는 생산자가 소비자의 민주주의에 봉사하도록 확립될 것이라고 생각했다.
사회 신용의 정책제안은 20세기의 1,2차 세계대전 사이 십여 년간 당시에 경제조건과 관련되어 광범위하고 열열한 관심을 받았다. 더글러스는 소비자 구매력을 넘어서는 초과 생산력에 주의를 집중했는데, 이 견해는 존 메이너드 케인스가 그의 책, 《고용·이자 및 화폐의 일반이론》에서도 주목했던 것이다. 또한 더글러스는 고전 경제학에 대한 케인즈의 비판도 공유하고 있는데, 그의 독자적인 처방은 그 시대의 대부분의 은행가들과 경제학자들에게 거절되거나 논쟁을 이르켰다. 아직까지도 전 세계에 퍼져있는 사회신용당내에 사회신용론자들이 남아 있다. 하지만 더글러스가 원래 주장했던 순수한 형태로 사회 신용론을 주장하는 것은 아니다.

## 같이 보기
- 사회민주주의
- 사회 배당
- 잉여가치
- 복지국가